# Thomas Chatelle
Thomas Chatelle, né le 31 mars 1981 à Jette (Bruxelles) en Belgique, est un ancien footballeur international belge qui évoluait au poste d'ailier droit.

## Profil
Du point de vue footballistique, Thomas Chatelle se classe parmi les joueurs basant leur jeu sur leur pointe de vitesse. Sa place de prédilection étant le flanc droit, son style est typiquement de déborder sur celui-ci afin d'apporter des centres ou de partir en profondeur. Comme l'attestent les statistiques, il lui arrive de marquer des buts, mais ce n'est pas son rôle principal.

## Parcours

### Chez les jeunes
Thomas Chatelle grandit dans la commune de Woluwe-Saint-Pierre. Fidèle à ses origines bruxelloises, il est supporter des Mauves. À l'âge de six ans, il intègre sa première équipe, un modeste club de la commune voisine d'Etterbeek : le FC Saint-Michel. Très vite, il apparait clairement que le joueur détient un potentiel qui lui promet un avenir dans le monde du football puisqu'il surpasse largement ses coéquipiers.
À douze ans, il rejoint le Racing Jet Wavre. Un club qui, comme lui, est originaire de la commune de Jette, mais ayant déménagé à Wavre, à une vingtaine de kilomètres de la capitale.
L'année suivante, il effectue un pas vers le football professionnel en étant recruté par un des plus grands clubs nationaux de l'époque : le FC Malines. Il est alors considéré par les observateurs comme un grand espoir.

### Débuts professionnels
Après quatre années de formation dans les équipes de jeunes des « Sang et Or », Thomas rejoint à 17 ans les rangs de La Gantoise. Le club prend en charge ses déplacements pour lui permettre de suivre les entraînements fréquents. C'est avec les « Buffalos » de Gand qu'il effectuera sa première apparition en Première Division. En une saison et demie, il dispute près de la moitié des matchs de son équipe et inscrit un but.
De janvier à juin 2000, il retrouve à 19 ans ses anciennes couleurs malinoises, sous lesquelles il n'avait encore jamais évolué en équipe première. Il dispute alors dix rencontres et marque deux fois.

### Confirmation à Genk
Durant l'été 2000, Chatelle est transféré dans un autre club de l'élite nationale : le RC Genk, tout juste vainqueur de la Coupe de Belgique. C'est là qu'il s'épanouira complètement. Fort de ses capacités mentales, il s'intègre à merveille et déclarera par la suite s'y sentir comme chez lui. Il y restera près de sept ans.
Thomas connaît de belles années au sein du club limbourgeois. Sa deuxième saison se ponctue par le titre de champion de Belgique, et l'occasion l'année suivante de disputer la plus prestigieuse des compétitions de clubs : la Ligue des champions.
Durant cette période, il obtient également sa première sélection avec les Diables Rouges en février 2004 face à la France. Cependant, ses apparitions sous le maillot belge ne seront que sporadiques. En juin 2005, René Vandereycken quitte le poste d'entraîneur de Genk pour celui de sélectionneur national. Certains diront que l'ancien international, en froid avec le club, a tendance à éviter de convoquer des représentants du Racing,. Après deux ans, en mars 2007, Vandereycken fait taire ces propos en reprenant dans son effectif, pour la première fois, Logan Bailly et Thomas Chatelle, à l'occasion d'une rencontre face au Portugal.
Lors du départ de Vandereycken pour l'équipe nationale, c'est Hugo Broos qui est choisi pour le remplacer à Genk. Parmi les entraîneurs qu'il a connus là-bas, Thomas le retient comme celui ayant eu sur lui la plus grande influence. En effet, le nouveau coach le nomme capitaine du groupe, ce qui lui donne une nouvelle dimension. Le joueur signe lors de l'été 2005 une prolongation de contrat jusqu'en juin 2008.
La deuxième saison sous l'ère Broos (2006 – 2007) se finit bien et mal à la fois. D'un côté, Genk termine vice-champion de Belgique derrière le RSC Anderlecht. De l'autre, Chatelle se déchire les ligaments du genou au mois de mai et se voit forfait pour les rencontres éliminatoires de la Ligue des Champions. Ses coéquipiers seront éliminés de la compétition avant qu'il ne puisse y prendre part.
Durant sa convalescence, le club de Genk lui propose un nouveau contrat, mais aucun accord n'est trouvé,. La discussion n'est plus reconduite et d'autres équipes se montrent intéressées par le Bruxellois. Notamment le Standard, le FC Bruges et Anderlecht en Belgique,, Auxerre et Bordeaux en France,. Lorsque Genk désire reprendre, fin 2007, les négociations, la situation a évolué. Le joueur, qui n'excluait pas un départ à l'étranger, au vu de la maturité qu'il a acquise, rejoint finalement le RSC Anderlecht. Il s'agit d'un transfert vers le club de son cœur, et Thomas déclarera qu'il est à Anderlecht un peu comme dans « son jardin ».

### Passage mitigé à Anderlecht
Lors de ses six premiers mois passés dans le club de la capitale, il égale presque le palmarès qu'il s'est forgé en six ans et demi dans le Limbourg. Il termine vice-champion et remporte la Coupe. Anderlecht atteint également les huitièmes de finale de la Coupe UEFA. Cette dernière performance est d'ailleurs, en partie, à mettre sur le compte de Chatelle qui marqua le but qualificatif en seizièmes de finale à Bordeaux.
Au début de la saison 2008 – 2009, Chatelle n'obtient plus beaucoup de temps de jeu au sein de la formation bruxelloise. Durant les mois qui suivent, le joueur belge se trouve régulièrement sous le feu des critiques, autant de la part de la presse que des supporteurs,. Thomas effectue toutefois son retour en forme à la fin de la saison, allant jusqu'à mettre en doute la place de Jonathan Legear sur le terrain, son concurrent direct au poste de milieu droit. Il continue sur sa lancée durant l'été 2009. Il est notamment titulaire et inscrit un but lors de la victoire cinq à zéro face à Sivasspor au troisième tour qualificatif de la Ligue des champions.
L'ailier semblait avoir retrouvé son meilleur niveau mais, dès le début de championnat, Thomas n'est de nouveau plus aligné par Ariël Jacobs. Au fil des semaines la situation ne change pas et, parfois, Chatelle n'est même plus repris sur le banc. Il est alors annoncé en partance d'Anderlecht. Réclamant du temps de jeu, il n'exclut pas un départ lors du mercato hivernal. Après avoir refusé une offre de Lokeren, il ne trouve finalement pas de nouveau club. Le 12 janvier 2010, Thomas devient papa avec la naissance de sa fille Laura.
Comme la saison précédente, Chatelle regagne un peu de crédit durant la deuxième partie du championnat. Fin février, face à Malines, il est titularisé en Jupiler Pro League pour la première fois depuis quatre mois. Pour sa troisième saison au Sporting, Thomas remporte le championnat de Belgique 2010, après les deux titres consécutifs du Standard.
N'ayant joué que 700 minutes en championnat lors de la saison 2009 – 2010, Chatelle est cité successivement à Saint-Trond, au Lierse et à Monaco. Finalement, c'est avec le NEC Nimègue qu'un accord est conclu le 10 août 2010 pour un prêt d'un an. Chatelle espère avant tout y trouver du temps de jeu, ce qui lui manquait cruellement à Anderlecht. Il déclare que « le championnat des Pays-Bas est taillé sur mesure pour ses qualités ». Ses débuts sont toutefois freinés par des ennuis musculaires et Thomas n'est titularisé que cinq fois durant la première moitié de la saison. À partir du mois de janvier, il retrouve néanmoins une certaine régularité et aligne enfin plusieurs matchs d'affilée. À la fin de la saison, Chatelle revient à Anderlecht mais il n'entre plus dans les plans de l'équipe première. Il est sur le marché des transferts durant le mercato d'été 2011 mais il ne trouve finalement aucun club. Il est alors versé dans le noyau B d'Anderlecht pour la saison 2011-2012. Thomas Chatelle ne comprend pas le comportement de sa direction à son égard et il réussit à arracher un prêt de 6 mois au KV St-Truiden. Le 30 juin 2012, son contrat avec le RSC Anderlecht est terminé et Thomas est libre. À la recherche d'un club, ses contacts les plus sérieux le mènent à Charleroi où il rencontre le Président le 5 août 2012 à l'occasion d'un match de championnat.

### RAEC Mons
Le 6 novembre 2012, il signe pour une saison plus une en option en faveur du RAEC Mons. À la fin de la saison 2014, il est en fin de contrat alors que le RAEC Mons est relégué en deuxième division. Il met alors fin à sa carrière. 

### Fin de carrière
En 2014, il devient commentateur sur Belgacom TV au côté de Marc Delire. Il devient ensuite consultant chez la RTBF où il commente notamment l'Euro 2020.

## Blessures
Thomas Chatelle doit régulièrement compter avec les ennuis physiques. La saison la plus noire à ce niveau est sans doute celle de 2004-2005. Le joueur a été écarté des quatre premiers mois de celle-ci en raison d'une pubalgie abdominale. De plus, au mois d'avril 2005, un tacle appuyé de Stephen Laybutt lui fracture la cheville et lui déchire les ligaments. Sept mois plus tard, en décembre, Chatelle fête son retour en inscrivant un but face à Beveren.
Habitué des blessures graves, le milieu de terrain est opéré en mai 2007 après une déchirure des ligaments du genou qui lui vaut six mois d'inactivité. Cela marque à peu de chose près la fin de sa carrière à Genk puisqu'il ne jouera plus que deux matchs pour le club.
Arrivé en janvier 2008 au RSC Anderlecht, il est victime au mois de mars d'une élongation des adducteurs qui le rend indisponible durant trois semaines. À peine de retour, il se déchire un muscle de la hanche début avril et se voit écarté des terrains pour trois semaines supplémentaires.
Lors de son prêt au NEC Nimègue en août 2010, Chatelle se blesse aux ischio-jambiers quelques jours après son premier match en championnat. Après trois semaines d'absence, il est titularisé deux fois en championnat avant de renouveler sa blessure lors d'un match de Coupe, ce qui prolonge son indisponibilité jusqu'à la fin du mois d'octobre.

## Palmarès
- Champion de Belgique 2002 avec le KRC Genk
- Vainqueur de la Coupe de Belgique 2008 avec le RSC Anderlecht
- Champion de Belgique 2010 avec le RSC Anderlecht
- Supercoupe de Belgique de football en 2010 avec le RSC Anderlecht